# Agave aktites
Agave aktites ist eine Pflanzenart aus der Gattung der Agaven (Agave). Englische Trivialnamen sind „Coastal Agave“ und „Sand dunes Agave“.

## Beschreibung
Agave aktites wächst einzeln und bildet breite Stämme. Die sprossenden Rosetten sind 40 bis 70 cm hoch und 60 bis 110 cm breit. Die bläulichen bis grauen linealischen, variabel angeordneten, glatten oder aufgerauten Blätter sind 40 bis 60 cm lang, 2 bis 4 cm breit. Die Blattränder sind unregelmäßig gezahnt. Der graue bis braune Enddorn wird 1 bis 2 cm lang.
Der rispige Blütenstand wird 3 bis 4 m hoch. Die hellgrünen Blüten sind 60 bis 70 mm lang und erscheinen am oberen Teil des Blütenstandes an den variabel angeordneten Verzweigungen. Die Blütenröhre ist 14 bis 16 mm lang.

## Systematik und Verbreitung
Agave aktites wächst in Mexiko in den Bundesstaaten Sonora und Sinaloa in Sanddünen in küstennahen Regionen und in Dornenwald. Sie ist vergesellschaftet mit Sukkulenten- und Kakteenarten.
Die Erstbeschreibung durch Howard Scott Gentry ist 1972 veröffentlicht worden.
Agave aktites ist ein Vertreter der Sektion Rigidae. Das Verbreitungsgebiet auf die Sanddünen der küstennahen, tropischen Regionen begrenzt und reicht von Südsonora bis Nordsinola. Die Art ist mit der weit verbreiteten Agave angustifolia verwandt, gleichwohl werden Unterschiede in Größe und Blattstruktur deutlich. Individuen finden sich im Arizona Sonora Desert Museum in Tucson.